# Голос. Дети (Россия, сезон 4)
Четвёртый сезон телевизионного шоу «Голос. Дети» транслировался на российском «Первом канале» в период с 17 февраля по 28 апреля 2017 года.. Наставниками в этом сезоне стали Дима Билан, Нюша и Валерий Меладзе.

## Ведущие
В четвёртом сезоне основным ведущим снова стал Дмитрий Нагиев. Однако у него в третий раз появилась новая соведущая. Место Валерии Ланской заняла Светлана Зейналова.

Введущие сезона
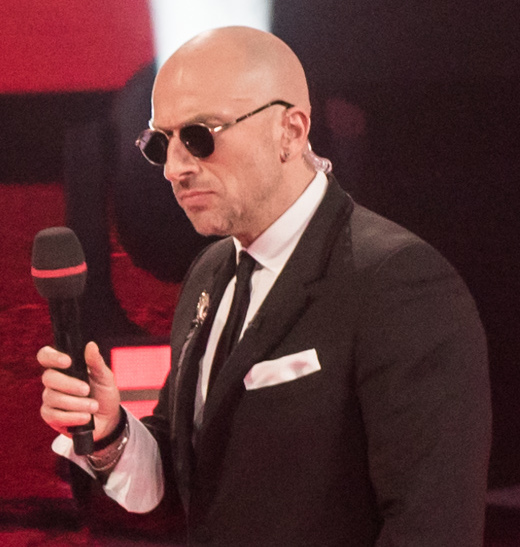
Дмитрий Нагиев
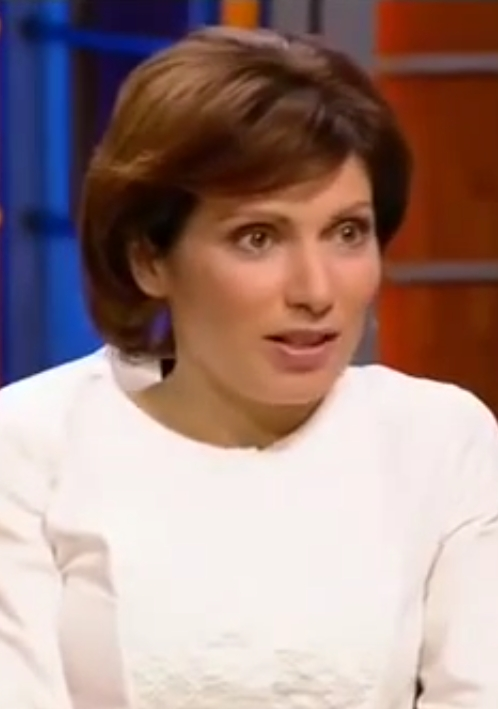
Светлана Зейналова

## Наставники

Наставники сезона
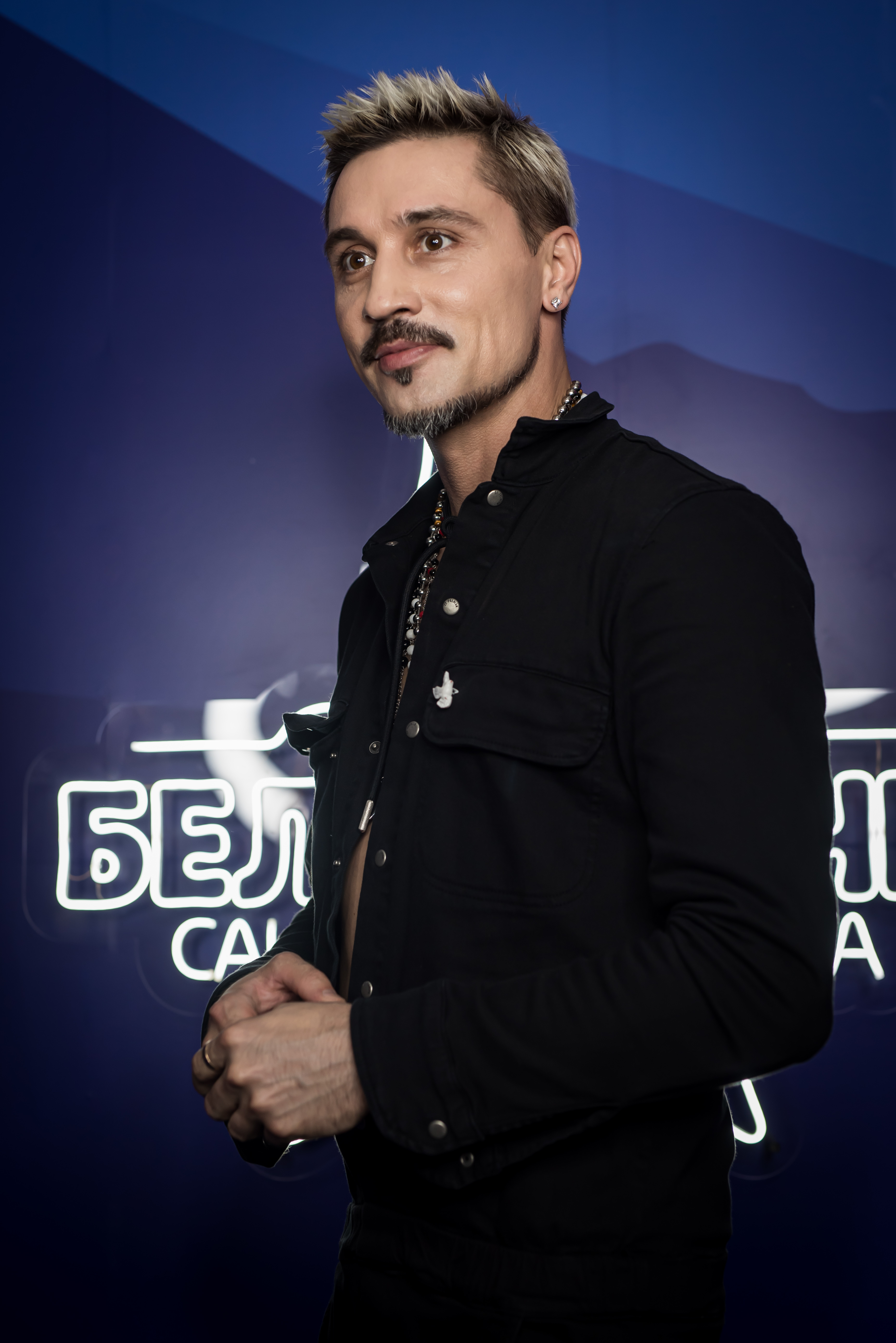
Дима Билан
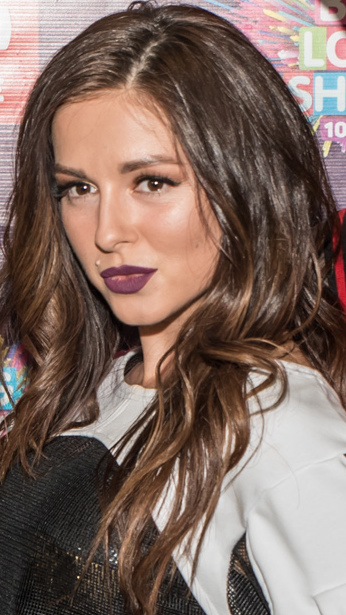
Нюша
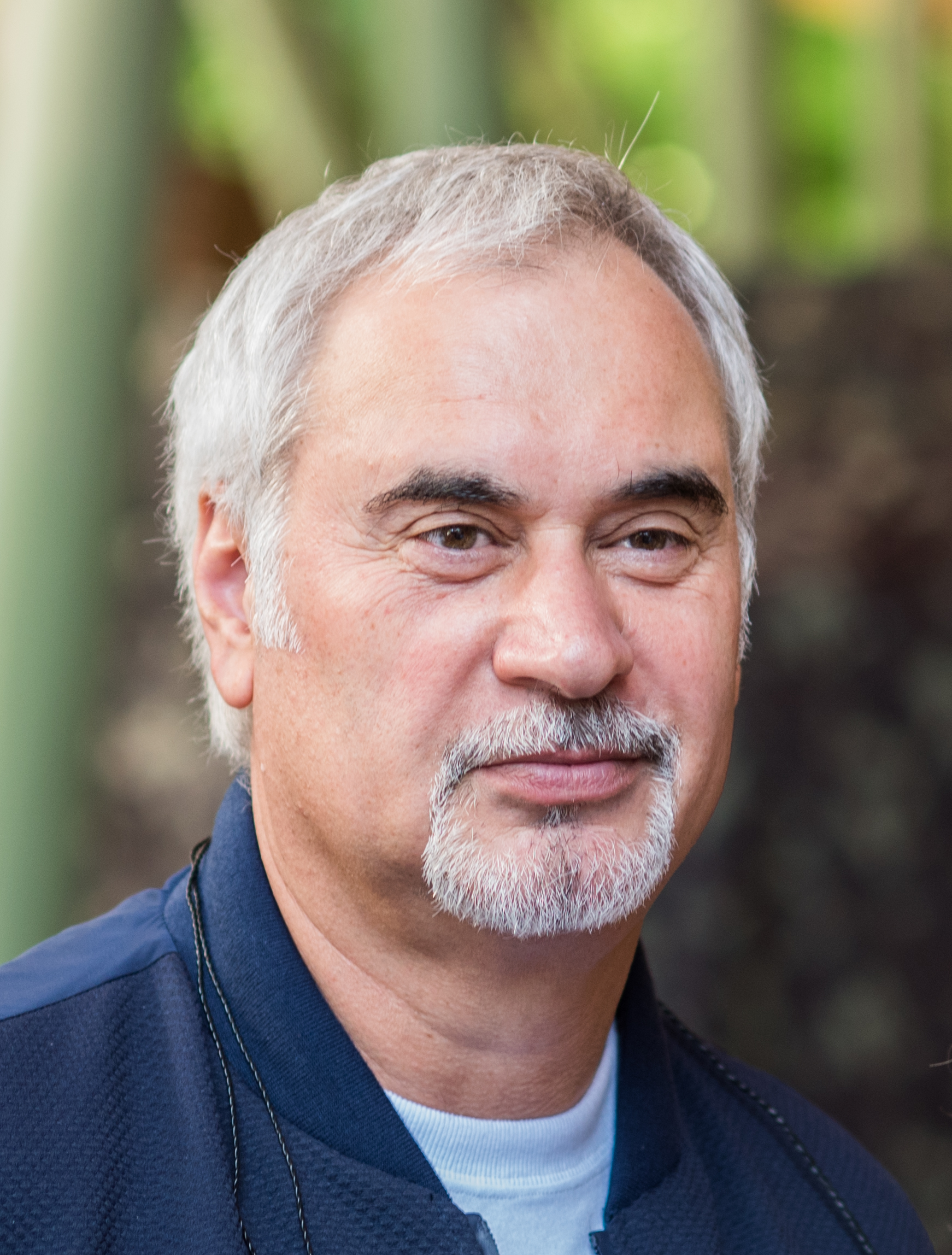
Валерий Меладзе

- Дима Билан — российский певец, победитель песенного конкурса «Евровидение-2008»[3].
- Нюша — российская певица, автор песен, композитор[4].
- Валерий Меладзе — советский и российский певец, продюсер, заслуженный артист РФ[5].

## Команды
| - Первое место - Второе место - Третье место | - Выбыл в финале - Выбыл в дополнительном этапе - Выбыл в поединках |

| Дима Билан | Елизавета Качурак    | Алиса Голомысова  | Снежана Шин         | Милана Пак          | Никита Власенко       |
| Дима Билан | Сёстры Каймаковы     | Юрий Максименков  | Ай-кыс Кыргыс       | Рамиз Рулёв         | Вероника Устимова     |
| Дима Билан | Карина Игнатян       | Полина Дмитренко  | Валерия Соломыкина  | Фёдор Хвастов       | Артём Сейранян        |
| Нюша | Алина Сансызбай      | Юлианна Берегой   | Ева Медведь         | Виктория Дробина    | Даниэль Исмаилов      |
| Нюша | Нурлан Исмаилов      | Яна Куликова      | Каринэ Меграбян     | София Мяукина       | Алисия Калиста Джеймс |
| Нюша | Стася Фёдорова       | Рената Рамазанова | Александра Давыдова | Софья Фёдорова      | Алена Дыхлина         |
| Валерий Меладзе | Дениза Хекилаева     | Александр Дудко   | Стефания Соколова   | Елизавета Куклишина | Левон Галстян         |
| Валерий Меладзе | Алина Жиганова       | Михаил Москалёв   | Мадина Мухамедшина  | Аксиния Сапрыкина   | Валерий Сухарев       |
| Валерий Меладзе | Александра Апраксина | Роман Трифонов    | Снежана Ширяева     | Мария Захарова      | Данил Мусин           |
| Участники, выбывшие из проекта на этапе «Песня на вылет», но продолжившие участие в «Дополнительном этапе» и прошедшие в финал, выделены курсивом. |                      |                   |                     |                     |                       |

## Слепые прослушивания

### Выпуск № 1: Слепые прослушивания. 1-я неделя
Выпуск вышел в эфир в пятницу 17 февраля 2017 года.
| №  | Исполнитель                                                             | Песня                                                            | Выбор участников и наставников | Выбор участников и наставников | Выбор участников и наставников |
| №  | Исполнитель                                                             | Песня                                                            | Билан                          | Нюша                           | Меладзе                        |
| -- | ----------------------------------------------------------------------- | ---------------------------------------------------------------- | ------------------------------ | ------------------------------ | ------------------------------ |
| 1  | Ай-кыс Кыргыс (14 лет, Кызыл, Республика Тыва)                          | «I Will Survive» (Ф. Перрен / Д. Фекарис)                        |                                |                                | —                              |
| 2  | Александр Дудко (9 лет, Новый Уренгой, Ямало-Ненецкий автономный округ) | «Крылатые качели» (Е. Крылатов / Ю. Энтин)                       |                                |                                |                                |
| 3  | Диана Анкудинова (13 лет, Тольятти, Самарская область)                  | «Jodel-Time» (Музыка и слова народные)                           | —                              | —                              | —                              |
| 4  | Валерия Соломыкина (14 лет, Липецк)                                     | «Полюшка» (П. Гагарина / В. Виноградов)                          |                                | —                              | —                              |
| 5  | Михаил Москалёв (13 лет, Витебск, Республика Беларусь )                 | «Granada» (А. Лара)                                              | —                              |                                |                                |
| 6  | Виктория Коробкова (14 лет, Чехов, Московская область)                  | «Tomorrow Never Dies» (Ш. Кроу / М. Фрум)                        | —                              | —                              | —                              |
| 7  | Виктория Дробина (15 лет, Москва)                                       | «Бросай» (В. Которова)                                           | —                              |                                | —                              |
| 8  | Ева Медведь (7 лет, Москва)                                             | «Hit the Road Jack» (П. Мэйфилд)                                 |                                |                                |                                |
| 9  | Яна Куликова (13 лет, Оренбург)                                         | «Sweet People» (Е. Кучер / Б. Кукоба / В. Лисица)                | —                              |                                | —                              |
| 10 | Вадим Гладков (13 лет, Краснокамск, Пермский край)                      | «Я подозвал коня» (В. Черницкий / В. Большаков)                  | —                              | —                              | —                              |
| 11 | Алина Жиганова (12 лет, Москва)                                         | «Greedy» (С. Котеча / М. Сандберг / А. Кронлунд / И. Салманзаде) | —                              | —                              |                                |

### Выпуск № 2: Слепые прослушивания. 2-я неделя
Выпуск вышел в эфир в среду 22 февраля 2017 года.
| №  | Исполнитель                                               | Песня                                                | Выбор участников и наставников | Выбор участников и наставников | Выбор участников и наставников |
| №  | Исполнитель                                               | Песня                                                | Билан                          | Нюша                           | Меладзе                        |
| -- | --------------------------------------------------------- | ---------------------------------------------------- | ------------------------------ | ------------------------------ | ------------------------------ |
| 1  | Ева Сукманова (10 лет, Оренбург)                          | «А он мне нравится» (В. Шаинский / А. Жигарев)       | —                              | —                              | —                              |
| 2  | София Мяукина (14 лет, Можайск, Московская область)       | «Варто чи ні» («Я люблю тільки тебе») (А. Пономарёв) | —                              |                                | —                              |
| 3  | Артём Сейранян (13 лет, Краснодар)                        | «Highway to Hell» (Б. Скотт / А. Янг / М. Янг)       |                                |                                | —                              |
| 4  | Алисия Калиста Джеймс (13 лет, Кострома)                  | «Реченька» (музыка и слова народные)                 | —                              |                                | —                              |
| 5  | Александра Давыдова (8 лет, Москва)                       | «Lullaby of Birdland» (Дж. Ширинг / Дж. Вайсс)       |                                |                                |                                |
| 6  | Илья Лазарев (7 лет, Нижний Новгород)                     | «Я свободен» (С. Маврин / В. Кипелов / М. Пушкина)   | —                              | —                              | —                              |
| 7  | Данила Кривов (13 лет, Калуга)                            | «Everybody’s Handsome Child» (Р. Чарльз)             | —                              | —                              | —                              |
| 8  | Милана Пак (10 лет, Ташкент, Республика Узбекистан )      | «Stone Cold» (Д. Ловато / Г. Тёрн / Л. Пуркарим)     |                                | —                              | —                              |
| 9  | Илья Грошев (11 лет, Шатура, Московская область)          | «Испанское болеро» (В. ди Кьяра)                     | —                              | —                              | —                              |
| 10 | Мадина Мухамедшина (15 лет, Казань, Республика Татарстан) | «If I Ain’t Got You» (А. Киз)                        | —                              | —                              |                                |
| 11 | Валерий Сухарев (13 лет, Москва)                          | «Я буду помнить» (А. Иванов)                         |                                | —                              |                                |

### Выпуск № 3: Слепые прослушивания. 3-я неделя
Выпуск вышел в эфир в пятницу 3 марта 2017 года.
| №  | Исполнитель                                                      | Песня                                                                                   | Выбор участников и наставников | Выбор участников и наставников | Выбор участников и наставников |
| №  | Исполнитель                                                      | Песня                                                                                   | Билан                          | Нюша                           | Меладзе                        |
| -- | ---------------------------------------------------------------- | --------------------------------------------------------------------------------------- | ------------------------------ | ------------------------------ | ------------------------------ |
| 1  | Юрий Максименков (7 лет, Омск)                                   | «Симона» (В. Кузьмин)                                                                   |                                | —                              | —                              |
| 2  | Снежана Ширяева (14 лет, Сочи, Краснодарский край)               | «Something New» (Х. Хэнкок / К. Джонс / Р. Клейнер / Н. Янофски / А. Батс / Д. Фолкнер) |                                |                                |                                |
| 3  | Иван Коровин (13 лет, Москва)                                    | «Обернитесь» (К. Меладзе)                                                               | —                              | —                              | —                              |
| 4  | Вероника Устимова (12 лет, Ульяновск)                            | «Hurt» (К. Агилера / Л. Перри / М. Ронсон)                                              |                                | —                              | —                              |
| 5  | Каринэ Меграбян (7 лет, Москва)                                  | «Я деревенская» (В. Темнов / П. Черняев)                                                | —                              |                                | —                              |
| 6  | Арина Хан (14 лет, Алматы, Республика Казахстан )                | «Chandelier» (С. Фёрлер / Дж. Шаткин)                                                   | —                              | —                              | —                              |
| 7  | Рамиз Рулёв (10 лет, Санкт-Петербург)                            | «Santa Lucia» (Т. Коттрау / Э. Коссович)                                                |                                | —                              |                                |
| 8  | София Феськова (7 лет, Санкт-Петербург)                          | «Tell Me Why» (Б. Мейсон / И. Маккейт / С. Маккейт)                                     | —                              | —                              | —                              |
| 9  | Александра Апраксина (14 лет, Королёв)                           | «Mercy» (С. Букер / Э. Даффи)                                                           | —                              | —                              |                                |
| 10 | Елизавета Качурак (13 лет, Калач-на-Дону, Волгоградская область) | «Любовь — волшебная страна» (А. Петров / Э. Рязанов)                                    |                                |                                | —                              |
| 11 | Фёдор Хвастов (13 лет, Дальнегорск, Приморский край)             | «Amazing» (С. Тайлер / Р. Супа)                                                         |                                | —                              | —                              |

### Выпуск № 4: Слепые прослушивания. 4-я неделя
Выпуск вышел в эфир в субботу 11 марта 2017 года.
| №  | Исполнитель                                             | Песня                                                | Выбор участников и наставников | Выбор участников и наставников | Выбор участников и наставников |
| №  | Исполнитель                                             | Песня                                                | Билан                          | Нюша                           | Меладзе                        |
| -- | ------------------------------------------------------- | ---------------------------------------------------- | ------------------------------ | ------------------------------ | ------------------------------ |
| 1  | Елизавета Куклишина (10 лет, Симферополь, Украина )     | «Padam… padam» (Н. Гланцберг / Г. Контет)            | —                              |                                |                                |
| 2  | Елизавета Лебедева (10 лет, Калининград)                | «Ты дарила мне розы» (Д. Арбенина)                   | —                              | —                              | —                              |
| 3  | Роман Трифонов (12 лет, Аткарск, Саратовская область)   | «Песенка Роберта» (И. Дунаевский / В. Лебедев-Кумач) | —                              | —                              |                                |
| 4  | Елизавета и Софья Каймаковы (8 / 11 лет, Челябинск)     | «Ваня» (Ю. Усачёв / Т. Кузнецова / А. Ракитин)       |                                | —                              | —                              |
| 5  | Алёна Дыхлина (13 лет, Москва)                          | «Stayin’ Alive» (Р. Гибб / М. Гибб / Б. Гибб)        | —                              |                                | —                              |
| 6  | Иван Ястребов (14 лет, Волоколамск)                     | «Арго» (А. Басилая / Д. Давиташвили / Ю. Ряшенцев)   | —                              | —                              | —                              |
| 7  | Алиса Голомысова (7 лет, Бронницы)                      | «I Go to Sleep» (Р. Дэвис)                           |                                |                                |                                |
| 8  | Юлия Мартынова (13 лет, Москва)                         | «Соловей» (А. Алябьев / А. Дельвиг)                  | —                              | —                              | —                              |
| 9  | Стефания Соколова (11 лет, Минск, Республика Беларусь ) | «Белый снег» (В. Пресняков / В. Сауткин)             | —                              |                                |                                |
| 10 | Ксения Незнамова (8 лет, Москва)                        | «Hero» (У. Афанасьефф / М. Кэри)                     | —                              | —                              | —                              |
| 11 | Даниэль Исмайлов (13 лет, Астрахань)                    | «I Believe I Can Fly» (Р. Келли)                     | —                              |                                | —                              |

### Выпуск № 5: Слепые прослушивания. 5-я неделя
Выпуск вышел в эфир в пятницу 17 марта 2017 года.
| №  | Исполнитель                                                 | Песня                                                                            | Выбор участников и наставников | Выбор участников и наставников | Выбор участников и наставников |
| №  | Исполнитель                                                 | Песня                                                                            | Билан                          | Нюша                           | Меладзе                        |
| -- | ----------------------------------------------------------- | -------------------------------------------------------------------------------- | ------------------------------ | ------------------------------ | ------------------------------ |
| 1  | Дениза Хекилаева (11 лет, Нальчик, Кабардино-Балкария)      | «Вера» (К. Меладзе)                                                              |                                |                                |                                |
| 2  | Полина Дмитренко (7 лет, Тверь)                             | «And I Am Telling You» (Г. Кригер / Т. Айен)                                     |                                |                                | —                              |
| 3  | Эрик Арутюнян (13 лет, Одесса, Украина )                    | «New York, New York» (Дж. Кандер / Ф. Эбб)                                       | —                              | —                              | —                              |
| 4  | Елизавета Перминова (11 лет, Ижевск, Удмуртская Республика) | «Летела гагара» (А. Морозов / Н. Тряпкин)                                        | —                              | —                              | —                              |
| 5  | Никита Власенко (12 лет, Минск, Республика Беларусь )       | «Звёздочка моя ясная» (В. Семёнов / О. Фокина)                                   |                                | —                              | —                              |
| 6  | Рената Рамазанова (11 лет, Владимир)                        | Ария Мины из мюзикла «Дракула» (Ф. Уайлдхорон / Д. Блэк / К. Хэмптон / Х. Телен) |                                |                                | —                              |
| 7  | Карина Игнатян (10 лет, Калуга)                             | «Just the Two of Us» (Р. Макдональд / У. Солтер / У. Уизерс)                     |                                | —                              | —                              |
| 8  | Софья Фёдорова (14 лет, Москва)                             | «New York State of Mind» (У. Джоэл)                                              |                                |                                | —                              |
| 9  | Данил Мусин (12 лет, Троицк, Челябинская область)           | «Adagio» (Т. Альбинони / Р. Джадзотто / Л. Крокарт / Д. Пиккелл / Э. Влеминкс)   | —                              | —                              |                                |
| 10 | Эми Кумамото (8 лет, Киото, Япония )                        | «А знаешь, всё ещё будет!..» (М. Минков / В. Тушнова)                            | —                              | —                              | —                              |
| 11 | Аксиния Сапрыкина (9 лет, Москва)                           | «Moon River» (Г. Манчини / Дж. Мерсер)                                           | —                              | —                              |                                |

### Выпуск № 6: Слепые прослушивания. 6-я неделя
Выпуск вышел в эфир в пятницу 24 марта 2017 года.
| №  | Исполнитель                                                      | Песня                                                                  | Выбор участников и наставников | Выбор участников и наставников | Выбор участников и наставников |
| №  | Исполнитель                                                      | Песня                                                                  | Билан                          | Нюша                           | Меладзе                        |
| -- | ---------------------------------------------------------------- | ---------------------------------------------------------------------- | ------------------------------ | ------------------------------ | ------------------------------ |
| 1  | Алина Сансызбай (9 лет, Нур-Султан, Республика Казахстан )       | «Think» (А. Франклин / Т. Уайт)                                        | —                              |                                | —                              |
| 2  | Стася Фёдорова (12 лет, Лобня, Московская область)               | «Качает, качает» (А. Колкер / Л. Куклин)                               | —                              |                                | —                              |
| 3  | Григорий Туркин (11 лет, Санкт-Петербург)                        | «Caruso» (Л. Далла)                                                    | —                              | —                              | —                              |
| 4  | Мария Захарова (9 лет, Москва)                                   | «Demons» (А. Грант / Б. Макки / Дж. Моссер / Д. Рейнольдс / У. Сермон) | —                              | —                              |                                |
| 5  | Юлианна Берегой (12 лет, Оргеев, Республика Молдова )            | «Skyfall» (А. Эдкинс / П. Эпуорт)                                      |                                |                                | —                              |
| 6  | Снежана Шин (12 лет, Новороссийск, Краснодарский край)           | «Я падаю в небо» (А. Белов / О. Кормухина)                             |                                | —                              | —                              |
| 7  | Левон Галстян (10 лет, Ереван, Республика Армения )              | «Spider-Man» (Р. Харрис / П. Уэбстер)                                  | Полная команда                 |                                |                                |
| 8  | Валерия Берковская (12 лет, Москва)                              | «Найти меня» (А. Пугачёва / Б. Деметер)                                | Полная команда                 | —                              | Полная команда                 |
| 9  | София Ермак (15 лет, Абакан, Республика Хакасия)                 | «Dernière danse» (А. Седрая / Скалпович)                               | Полная команда                 | —                              | Полная команда                 |
| 10 | Дарья Щербакова (12 лет, Саранск, Республика Мордовия)           | «Обещание» (С. Джамаладинова / А. Антонян)                             | Полная команда                 | —                              | Полная команда                 |
| 11 | Нурлан Исмаилов (11 лет, Набережные Челны, Республика Татарстан) | «Позвони» (П. Бюль-Бюль оглы / О. Гаджикасимов)                        | Полная команда                 |                                | Полная команда                 |

## Поединки и Песня на вылет

### Выпуск № 7: «Поединки» и «Песня на вылет». Команда Нюши
Выпуск вышел в эфир в пятницу 31 марта 2017 года.

#### Поединки
| № | Победитель       | Песня                                                                                  | Проигравшие         | Проигравшие       |
| - | ---------------- | -------------------------------------------------------------------------------------- | ------------------- | ----------------- |
| 1 | Ева Медведь      | «Коляда» (музыка и слова народные)                                                     | Александра Давыдова | Каринэ Меграбян   |
| 2 | Даниэль Исмайлов | «Ты уйдешь» (Елена Кучер)                                                              | Алёна Дыхлина       | Алисия Джеймс     |
| 3 | Алина Сансызбай  | «Rockabye» (Шон Энрикес / Аммар Малик / С. Маккатчен / Джейк Паттерсон / Ина Вролдсен) | Стася Фёдорова      | Нурлан Исмаилов   |
| 4 | Юлианна Берегой  | «Я не отступлю» (Татьяна Липницкая)                                                    | Яна Куликова        | Рената Рамазанова |
| 5 | Виктория Дробина | «Bang Bang» (Саван Котеча / Ники Минаж / Р. Хёранссон / Макс Мартин)                   | Софья Фёдорова      | София Мяукина     |

#### Песня на вылет
| № | Участник         | Песня                                 | Результат                    |
| - | ---------------- | ------------------------------------- | ---------------------------- |
| 1 | Ева Медведь      | «Hit the Road Jack» (Перси Мэйфилд)   | Прошла в дополнительный этап |
| 2 | Даниэль Исмайлов | «I Believe I Can Fly» (Ар Келли)      | Прошёл в дополнительный этап |
| 3 | Алина Сансызбай  | «Think» (Арета Франклин / Тед Уайт)   | Прошла в финал               |
| 4 | Юлианна Берегой  | «Skyfall» (Адель Эдкинс / Пол Эпуорт) | Прошла в финал               |
| 5 | Виктория Дробина | «Бросай» (Виктория Которова)          | Прошла в дополнительный этап |

### Выпуск № 8: «Поединки» и «Песня на вылет». Команда Валерия Меладзе
Выпуск вышел в эфир в пятницу 7 апреля 2017 года.

#### Поединки
| № | Победитель          | Песня                                                                 | Проигравшие          | Проигравшие       |
| - | ------------------- | --------------------------------------------------------------------- | -------------------- | ----------------- |
| 1 | Дениза Хекилаева    | «Love Me Again» (Джон Ньюмен / Стив Букер)                            | Александра Апраксина | Алина Жиганова    |
| 2 | Левон Галстян       | «Мечтатели» (Алексей Романоф / Александр Ковалёв)                     | Данил Мусин          | Валерий Сухарев   |
| 3 | Стефания Соколова   | «Oh! Darling» (Джон Леннон / Пол Маккартни)                           | Мадина Мухамедшина   | Снежана Ширяева   |
| 4 | Александр Дудко     | «Первым делом — самолёты» (Алексей Фатьянов / Василий Соловьёв-Седой) | Михаил Москалёв      | Роман Трифонов    |
| 5 | Елизавета Куклишина | «На дискотеку» (Султан Хажироко)                                      | Мария Захарова       | Аксинья Сапрыкина |

#### Песня на вылет
| № | Участник            | Песня                                               | Результат                    |
| - | ------------------- | --------------------------------------------------- | ---------------------------- |
| 1 | Дениза Хекилаева    | «Вера» (Константин Меладзе)                         | Прошла в финал               |
| 2 | Левон Галстян       | «Spider-Man» (Р. Харрис / Пол Уэбстер)              | Прошёл в дополнительный этап |
| 3 | Стефания Соколова   | «Белый снег» (Владимир Пресняков / Валерий Сауткин) | Прошла в финал               |
| 4 | Александр Дудко     | «Крылатые качели» (Евгений Крылатов / Юрий Энтин)   | Прошёл в дополнительный этап |
| 5 | Елизавета Куклишина | «Padam... Padam» (Норбер Гланцберг / Г. Контет)     | Прошла в дополнительный этап |

### Выпуск № 9: «Поединки» и «Песня на вылет». Команда Димы Билана
Выпуск вышел в эфир в пятницу 14 апреля 2017 года.

#### Поединки
| № | Победитель        | Песня                                                                                               | Проигравшие      | Проигравшие                 |
| - | ----------------- | --------------------------------------------------------------------------------------------------- | ---------------- | --------------------------- |
| 1 | Милана Пак        | «The Time of My Life» (Фрэнки Превитт / Дональд Марковиц / Джон Деникола)                           | Фёдор Хвастов    | Рамиз Рулёв                 |
| 2 | Никита Власенко   | «Не опускай глаз» (У. Стейнберг / Т. Келли)                                                         | Артём Сейранян   | Вероника Устимова           |
| 3 | Снежана Шин       | «Hands to Myself» (Джастин Трентер, Джулия Майклз, Робин Фредрикссон, Мэттиас Ларссон, Макс Мартин) | Ай-кыс Кыргыс    | Валерия Соломыкина          |
| 4 | Елизавета Качурак | «Грею счастье» (Егор Солодовников)                                                                  | Карина Игнатян   | Елизавета и Софья Каймаковы |
| 5 | Алиса Голомысова  | «What’s Love Got to Do with It» (Терри Бриттен / Грэхем Лайл)                                       | Юрий Максименков | Полина Дмитренко            |

#### Песня на вылет
| № | Участник          | Песня                                                        | Результат                    |
| - | ----------------- | ------------------------------------------------------------ | ---------------------------- |
| 1 | Милана Пак        | «Stone Cold» (Деми Ловато / Лале Пуркарим)                   | Прошла в дополнительный этап |
| 2 | Никита Власенко   | «Звёздочка моя ясная» (Владимир Семёнов / Ольга Фокина)      | Прошёл в дополнительный этап |
| 3 | Снежана Шин       | «Падаю в небо» (Алексей Белов / Ольга Кормухина)             | Прошла в финал               |
| 4 | Елизавета Качурак | «Любовь — волшебная страна» (Андрей Петров / Эльдар Рязанов) | Прошла в дополнительный этап |
| 5 | Алиса Голомысова  | «I Go to Sleep» (Рей Дэвис)                                  | Прошла в финал               |

## Дополнительный этап

### Выпуск № 10: Дополнительный этап
Выпуск вышел в прямом эфире в пятницу 21 апреля 2017 года.
| — Участник прошёл в финал |
| — Участник покинул проект |

| Выпуск                | Наставник       | № | Участник            | Песня                                                  | Голоса зрителей | Итог            |
| Выпуск 10 (21 апреля) |                 |   |                     |                                                        |                 |                 |
| --------------------- | --------------- | - | ------------------- | ------------------------------------------------------ | --------------- | --------------- |
| Выпуск 10 (21 апреля) | Валерий Меладзе | 1 | Левон Галстян       | «Sir Duke» (Стиви Уандер)                              | 8,7%            | Покинул проект  |
| Выпуск 10 (21 апреля) | Валерий Меладзе | 2 | Елизавета Куклишина | «Песня Звездочёта» (Алексей Рыбников / Юлий Ким)       | 42,6%           | Покинула проект |
| Выпуск 10 (21 апреля) | Валерий Меладзе | 3 | Александр Дудко     | «Бабушка» (Владимир Пресняков / А. Бойчук)             | 48,7%           | Прошёл в финал  |
| Выпуск 10 (21 апреля) | Нюша            | 4 | Виктория Дробина    | «Сдаться ты всегда успеешь» (Егор Солодовников)        | 28,4%           | Покинула проект |
| Выпуск 10 (21 апреля) | Нюша            | 5 | Даниэль Исмайлов    | «Wonderful Life» (Колин Вирнкоумб)                     | 22,3%           | Покинул проект  |
| Выпуск 10 (21 апреля) | Нюша            | 6 | Ева Медведь         | «Нас учили быть птицами» (Пётр Каминский / Д. Растаев) | 49,3%           | Прошла в финал  |
| Выпуск 10 (21 апреля) | Дима Билан      | 7 | Елизавета Качурак   | «Душа» (Дмитрий Маликов / Игорь Аветисьянец)           | 48,4%           | Прошла в финал  |
| Выпуск 10 (21 апреля) | Дима Билан      | 8 | Никита Власенко     | «Берега-небеса» (Алексей Черномордиков)                | 11,3%           | Покинул проект  |
| Выпуск 10 (21 апреля) | Дима Билан      | 9 | Милана Пак          | «Human» (Джами Хартманн / Рори Грейем)                 | 40,3%           | Покинула проект |

| № | Исполнитель                                                    | Песня                                           |
| - | -------------------------------------------------------------- | ----------------------------------------------- |
| 1 | MBAND, Левон Галстян, Елизавета Куклишина и Александр Дудко    | «Она вернётся» (Константин Меладзе)             |
| 2 | A’Studio, Виктория Дробина, Даниэль Исмайлов и Ева Медведь     | «Папа, мама!» (Игорь Крутой / Ренат Джанибеков) |
| 3 | Вера Брежнева, Елизавета Качурак, Никита Власенко и Милана Пак | «Любовь спасёт мир» (Константин Меладзе)        |

## Финал

### Выпуск № 11: Финал
Финал вышел в прямом эфире в пятницу 28 апреля 2017 года.

#### Финал
| — Участник прошёл в финал |
| — Участник покинул проект |

| Выпуск                | Наставник       | № | Участник          | Песня | Голоса зрителей | Итог                |
| Выпуск 11 (28 апреля) |                 |   |                   | |                 |                     |
| --------------------- | --------------- | - | ----------------- | --- | --------------- | ------------------- |
| Выпуск 11 (28 апреля) | Валерий Меладзе | 1 | Александр Дудко   | «Я милого узнаю по походке» (музыка и слова народные)                                                     | 34%             | Выбыл               |
| Выпуск 11 (28 апреля) | Валерий Меладзе | 2 | Стефания Соколова | «Времени нет» (Артур Байдо / Игорь Каминский)                                                             | 16,1%           | Выбыла              |
| Выпуск 11 (28 апреля) | Валерий Меладзе | 3 | Дениза Хекилаева  | «Маэстро» (Раймонд Паулс / Илья Резник)                                                                   | 49,9%           | Прошла в суперфинал |
| Выпуск 11 (28 апреля) | Нюша            | 4 | Ева Медведь       | «I Was Made for Lovin’ You» (Дэзмонд Чайлд / Вини Понциа / Пол Стэнли)                                    | 23,7%           | Выбыла              |
| Выпуск 11 (28 апреля) | Нюша            | 5 | Юлианна Берегой   | «Lupii» (Л. Теодореску / Р. Тома / И. Василаке / А. Молдован)                                             | 33,6%           | Выбыла              |
| Выпуск 11 (28 апреля) | Нюша            | 6 | Алина Сансызбай   | «Шагай» (Константин Меладзе)                                                                              | 42,7%           | Прошла в суперфинал |
| Выпуск 11 (28 апреля) | Дима Билан      | 7 | Снежана Шин       | «Внеорбитные» (Станислав Чорной / Иван Клименко)                                                          | 24,1%           | Выбыла              |
| Выпуск 11 (28 апреля) | Дима Билан      | 8 | Елизавета Качурак | «Молитва» (Анатолий Доровских)                                                                            | 49,9%           | Прошла в суперфинал |
| Выпуск 11 (28 апреля) | Дима Билан      | 9 | Алиса Голомысова  | «It's Not Right but It's Okay» (Л. Дэниелс / Тони Эстес / Родни Джеркинс / Фред Джеркинс / Исаак Филлипс) | 26%             | Выбыла              |

| № | Исполнитель                                                            | Песня                                              |
| - | ---------------------------------------------------------------------- | -------------------------------------------------- |
| 1 | Данил Плужников                                                        | «Два орла» (Олег Газманов)                         |
| 2 | Валерий Меладзе, Александр Дудко, Стефания Соколова и Дениза Хекилаева | «Девушки из высшего общества» (Константин Меладзе) |
| 3 | Нюша, Ева Медведь, Юлианна Берегой и Алина Сансызбай                   | «Выбирать чудо» (Нюша Шурочкина)                   |
| 4 | Дима Билан, Снежана Шин, Елизавета Качурак и Алиса Голомысова          | «Написать тебе песню» (Антон Шаплин)               |

#### Суперфинал
| Выпуск                | Наставник       | № | Участник          | Песня                                                                               | Голоса зрителей | Итог         |
| Выпуск 11 (28 апреля) |                 |   |                   |                                                                                     |                 |              |
| --------------------- | --------------- | - | ----------------- | ----------------------------------------------------------------------------------- | --------------- | ------------ |
| Выпуск 11 (28 апреля) | Валерий Меладзе | 1 | Дениза Хекилаева  | «Мама» (Анатолий Розанов / Татьяна Назарова)                                        | 37,5%           | Второе место |
| Выпуск 11 (28 апреля) | Нюша            | 2 | Алина Сансызбай   | «Queen of the Night» (Кеннет Эдмондс / Уитни Хьюстон / Антонио Рид / Дэрил Симмонс) | 15,9%           | Третье место |
| Выпуск 11 (28 апреля) | Дима Билан      | 3 | Елизавета Качурак | «Reflection» (Леннокс Льюис / Джек Напьер / Лорн Доусон)                            | 46,6%           | Победитель   |

| № | Исполнитель                    | Песня                                                        |
| - | ------------------------------ | ------------------------------------------------------------ |
| 1 | Елизавета Качурак (победитель) | «Любовь — волшебная страна» (Андрей Петров / Эльдар Рязанов) |
| 2 | Все участники 4-го сезона      | «Голос» (Джастин Тимберлейк / Анастасия Чеважевская)         |